# Cervaro
A Cervaro egy olaszországi folyó. A Dauniai-szubappenninekből ered, a Monte Grossateglia (987 m) lejtőiről, Avellino és Foggia megyék határán. Átszeli a Tavoliere delle Puglie síkságot, majd Manfredonia városa mellett a Manfredóniai-öbölbe torkollik. Mellékfolyói a Lavella, Sannoro és Biletra. idősebb Plinius feljegyzéseiben Cerbalus néven szerepel.